# Margo Rey
Margo Rey (Acapulco, 1966. október 17. –) mexikói énekesnő, dalszerző.

## Pályakép
Acapulcoban született, Arlingtonban és Dallasban nőtt fel. A legfiatalabb családtag volt öt gyermek közül. Édesanyja flamenco-táncos volt, apja pedig búvár. Amikor Rey kétéves volt, a család Fort Worth-ba, (Texas) költözött.
Margo Rey 11 éves korában lépett fel először.
Klasszikus zenét tanult. Tinédzserként egy arlingtoni női rockegyüttesben énekelt. Ez a zenekar turnézott az Egyesült Államokban és a tengerentúlon is.
1988-ban adta ki első albumát. Az album komoly sikerének köszönhetően 1997-ben leszerződött a PolyGram Latinoval.

## Lemezek
- 2008: My Heart's Desire
- 2010: Get Back (Remixes)
- 2012: Habit